# Ancistrocerus aristae
Ancistrocerus aristae är en stekelart som först beskrevs av Henri Saussure 1857.  Ancistrocerus aristae ingår i släktet murargetingar, och familjen Eumenidae. Inga underarter finns listade i Catalogue of Life.